# 真吉福
真吉福，是匈牙利巴兰尼亚州所辖的一个村。总面积8.78平方公里，总人口149，人口密度17.0人/平方公里（2011年1月1日）。